# Robert Tollet
Robert baron Tollet (1946) is een Belgisch voormalig topambtenaar. Hij was van 1988 tot 2020 voorzitter van de Centrale Raad voor het Bedrijfsleven. Hij wordt geassocieerd met de Parti Socialiste (PS).

## Levensloop
Robert Tollet studeerde economie aan de Université libre de Bruxelles, waar hij een licentiaat in de specialisatie econometrie behaalde.
Tot 1974 werkte hij als deskundige wetenschapper bij het Federaal Planbureau. In 1988 werd hij voorzitter van de Centrale Raad voor het Bedrijfsleven (CRB), waar hij belast werd met de rol van bemiddelaar tussen de sociale partners (vakbonden en patronaat). In september 2020 volgde Benoît Bayenet hem als voorzitter op.
In oktober 2003 werd Tollet tot Belgacom-bestuurder gecoöpteerd, alwaar hij Raphaël Pollet opvolgde.
Van 1995 tot 2003 was hij voorzitter van de raad van bestuur van de ULB, alwaar hij tevens hoogleraar was. Ten slotte is of was hij:
- voorzitter van de raad van bestuur van de Algemene Spaar- en Lijfrentekas, de Federale Participatiemaatschappij en de Federale Participatie- en Investeringsmaatschappij (1992-2013)
- voorzitter van de raad van bestuur van het Erasmusziekenhuis in Anderlecht
- voorzitter van het Institut du patrimoine wallon (IPW); in deze hoedanigheid is hij verantwoordelijk voor de jaarlijkse Open Monumentendagen in Wallonië
- voorzitter van de raad van bestuur van het Jules Bordet Instituut
- voorzitter van de Fondation Michel Cremer
- ondervoorzitter van de Fondation Bernheim
- bestuurder van de Brussels Airport Company
- bestuurder van de Muziekkapel Koningin Elisabeth
- lid van de Commissie Corporate Governance

In 1999 werd hij verheven tot baron door koning Albert II.